# 德贵斯塔

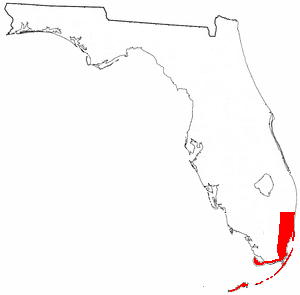
德貴斯塔族人在十六世紀所居住的範圍

德貴斯塔族（英語：Tequesta）是居住於美國佛羅里達州大西洋海岸，即現時布勞沃德縣及邁阿密-戴德縣的原住民。他們也是歐洲人首次所接觸的美國原住民。當時16世紀，德貴斯塔人佔據了佛羅里達礁島群及佛羅里達州南端的沙布爾角(Cape Sable)。中央城鎮德貴斯塔可能坐落於邁阿密河河口。到了最近一百年德貴斯塔人才在比斯坎灣地區居住。他們以打漁、狩獵和採集果實為生，但不從事任何形式的農業生產。
當時德貴斯塔人或多或少受到位於佛羅里達州西南海岸卡盧薩人(Calusa)所控制。當歐洲人首次登陸當地時，德貴斯塔人大約有800到10000人，而卡盧薩人大約有2000到20000人。佛羅里達礁島群常常由兩族人輪流佔領。
根據荷蘭繪圖家Hessel Gerritsz在1630年所出版的《世界歷史》中所繪製的地圖中，佛羅里達半島被稱呼為德貴斯塔〈Tegesta〉。在往後的兩百年，仍然被稱呼為德貴斯塔。.
1513年胡安·龐塞·德萊昂登陸當地並稱呼當地為德貴斯塔（Chequesta），即現時的比斯坎灣。1565年，西班牙水手佩德羅·梅嫩德斯·德阿維萊斯（Pedro Menéndez de Avilés）藉口風暴停留比斯坎灣。耶穌會人把德貴斯塔族人首領的姪兒帶到古巴夏灣拿受教育，而首領的弟弟則跟隨梅嫩德斯到西班牙轉而信奉基督教。1567年，梅嫩德斯帶著Francisco Villareal及三十名士兵回到比斯坎灣並且建立了一個傳道區(mission)，強迫德貴斯塔人改信基督教。這個傳道區到了1570年被迫廢棄。
1763年，當地的西班牙軍隊向英國軍隊投降後，所有人都被迫遷到古巴夏灣拿居住。

## 外部連結
1. ↑  地圖 （页面存档备份，存于）
2. ↑  Ehrenberg, Ralph E. "Marvellous countries and lands" Notable Maps of Florida, 1507-1846 （页面存档备份，存于）